# Calle Real (Almería)
La Calle Real es una calle de la ciudad española de Almería, situada en el centro histórico de la ciudad.

## Ubicación
La calle Real sigue un eje norte-sur y se encuentra localizada entre la calle las Tiendas, muy cerca del Ayuntamiento de Almería y la Fuente de los Peces.

## Historia
Originalmente una rambla que recogía las aguas del cerro de San Cristóbal junto a la que se fueron construyendo viviendas, esta calle albergó durante las etapas musulmana y luego cristiana gran parte de la actividad comercial de la ciudad. Recibió el nombre por el que hoy se la conoce en el año 1775, aunque este no fue hecho oficial hasta 1860.
Hacia 1789 se construye la cárcel de la ciudad en la parte más baja de la vía, estando en activo hasta principios del siglo XX. En ella estuvo preso Francisco Ortega, el Moruno, famoso por ser el asesino del Crimen de Gádor. Hoy el solar está ocupado por un aparcamiento público.
A partir de los años 1980, los locales de ocio empezaron a sustituir a los comerciales; así, la calle Real pasaría a ser parte de las denominadas Cuatro Calles, el epicentro de la vida nocturna en Almería.